# تومي ساندز (مغني)
تومي ساندز (بالإنجليزية: Tommy Sands)‏ هو مغني أيرلندي، ولد في 19 ديسمبر 1945 في Mayobridge ‏ في المملكة المتحدة.

## وصلات خارجية
- الموقع الرسمي
- تومي ساندز على موقع ميوزك برينز (الإنجليزية)
- تومي ساندز على موقع ديسكوغز (الإنجليزية)